# Volkswagen Golf Sportsvan
O Volkswagen Golf Sportsvan ou Golf SV é um monovolume de cinco portas que foi projetado e produzido pela fabricante alemã Volkswagen entre 2014 e 2020.

## Visão geral
Previsto como o conceito Volkswagen Sportsvan no Salão do Automóvel de Frankfurt de 2013 e posicionado abaixo do Touran de sete lugares no catálogo de produtos da empresa, ele é derivado do Golf Mk7 e baseado na plataforma MQB, e também foi montado na fábrica de Wolfsburg junto com o Golf hatchback padrão. Com 4.338 mm de comprimento, o novo SV é 134 mm mais longo que o Golf Plus que ele substitui, 83 mm mais longo que o Golf hatchback e 224 mm mais curto que o Golf Estate.
Comparado com o porta-malas de seu antecessor, a capacidade é aumentada em 76 litros para 500 litros com os bancos traseiros em sua posição mais recuada (contra 380 litros do Golf e 605 litros da Estate). Mover os bancos traseiros para frente aumenta a capacidade de bagagem para 590 litros, enquanto dobrar os bancos traseiros libera até 1.520 litros de espaço. O banco do passageiro dianteiro também pode opcionalmente dobrar totalmente para a frente, criando um espaço de carga de até 2.484 mm de comprimento.
Assim como o Golf, o Golf SV vem com muitos sistemas de segurança padrão e opcionais. Isso inclui um sistema de frenagem automática pós-colisão padrão, que freia o veículo automaticamente após uma colisão para reduzir significativamente a energia cinética e, assim, minimizar a chance de um segundo impacto, e um sistema PreCrash que, ao detectar a possibilidade de um acidente, pré-tensiona os cintos de segurança e fecha as janelas e o teto solar, deixando apenas uma pequena abertura, para garantir a melhor proteção possível dos airbags.
Uma novidade para o Golf SV é um monitor de ponto cego, chamado Side Scan, com um assistente para sair de vagas de estacionamento. Ele monitora a área atrás e nas laterais do veículo, garantindo uma saída mais fácil e segura ao dar marcha ré em uma vaga de estacionamento. Ele foi dado como uma opção junto com o Lane Assist.

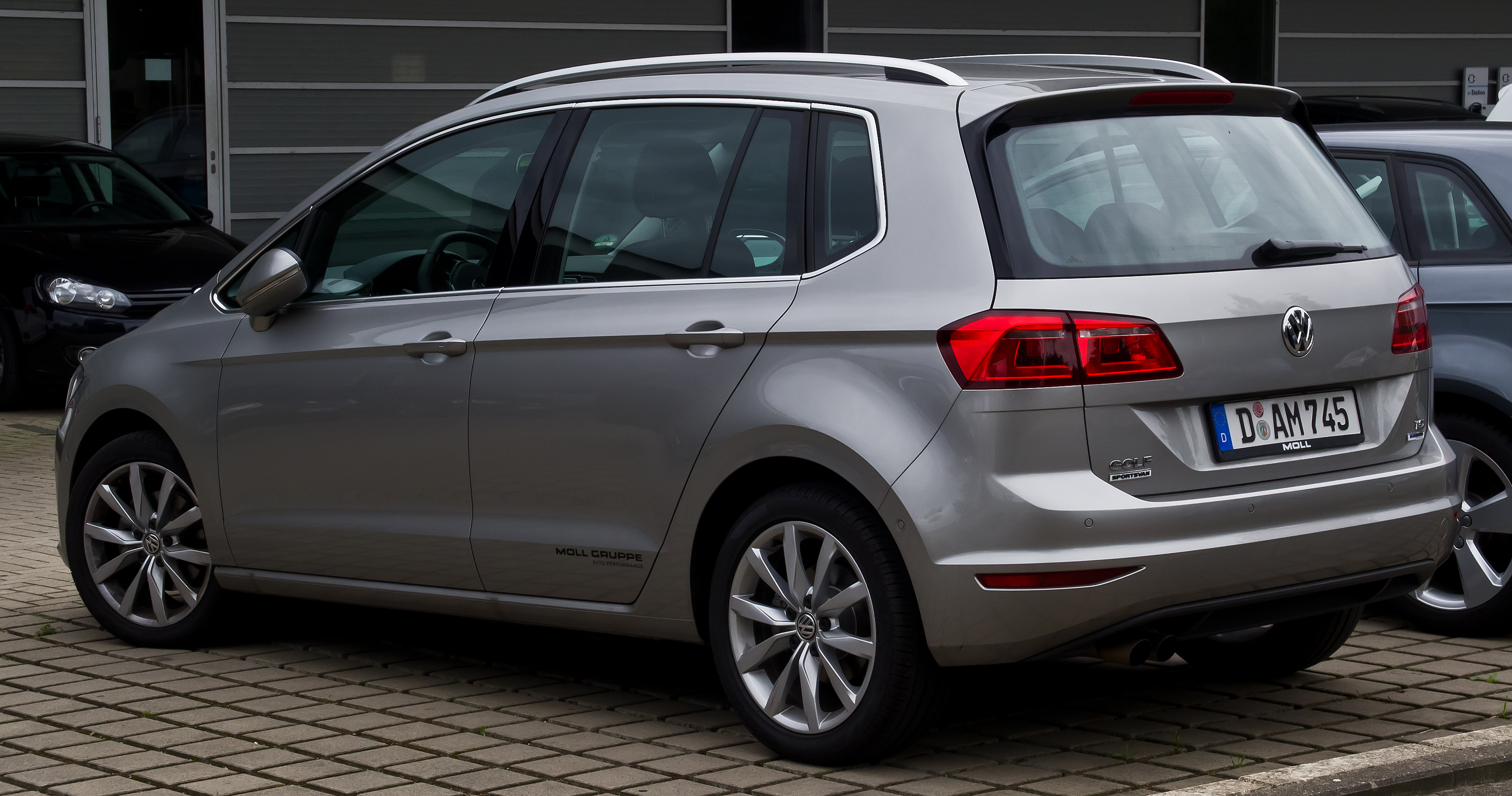
Vista traseira
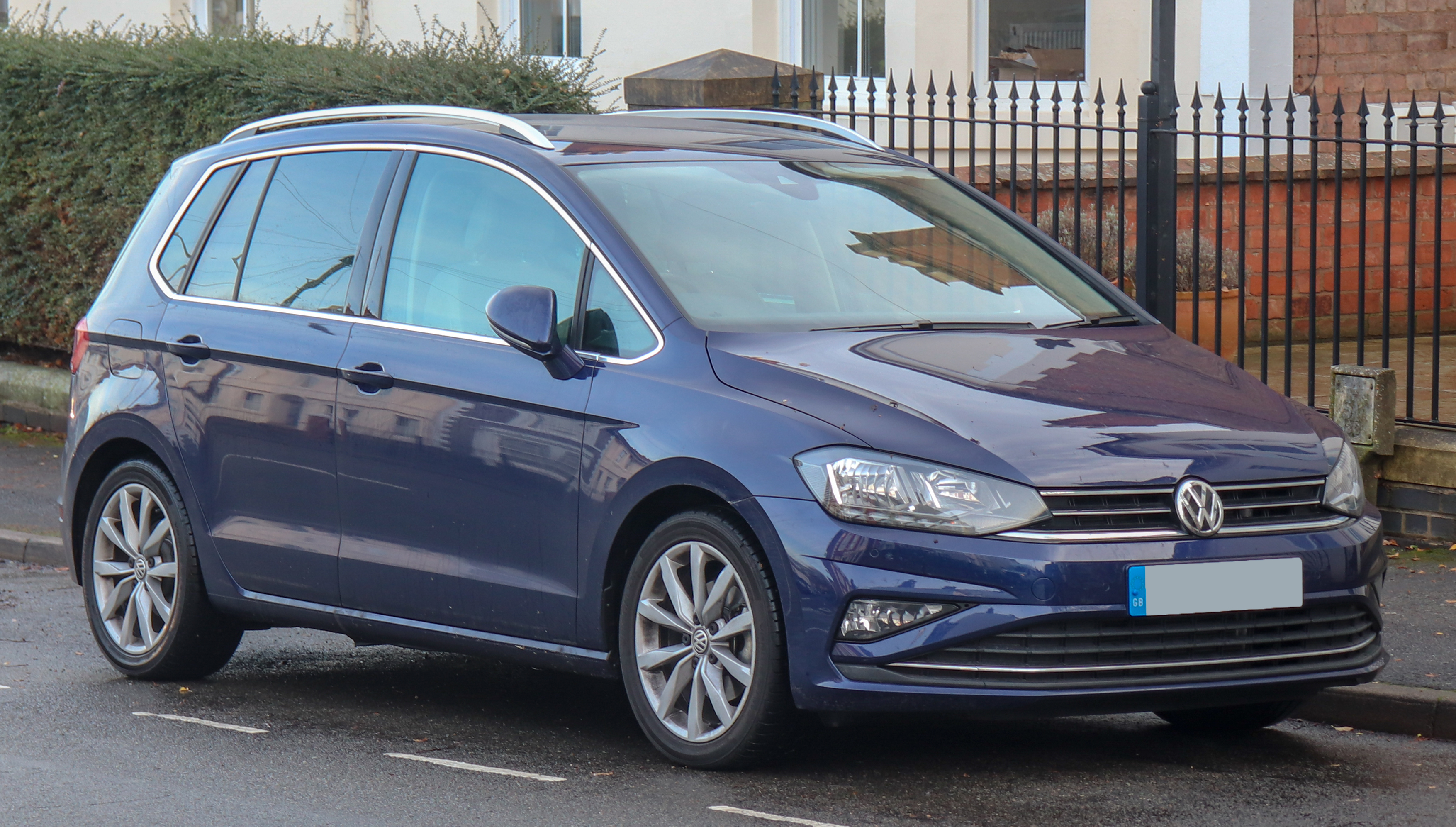
Golf Sportsvan 2018 (reestilização)
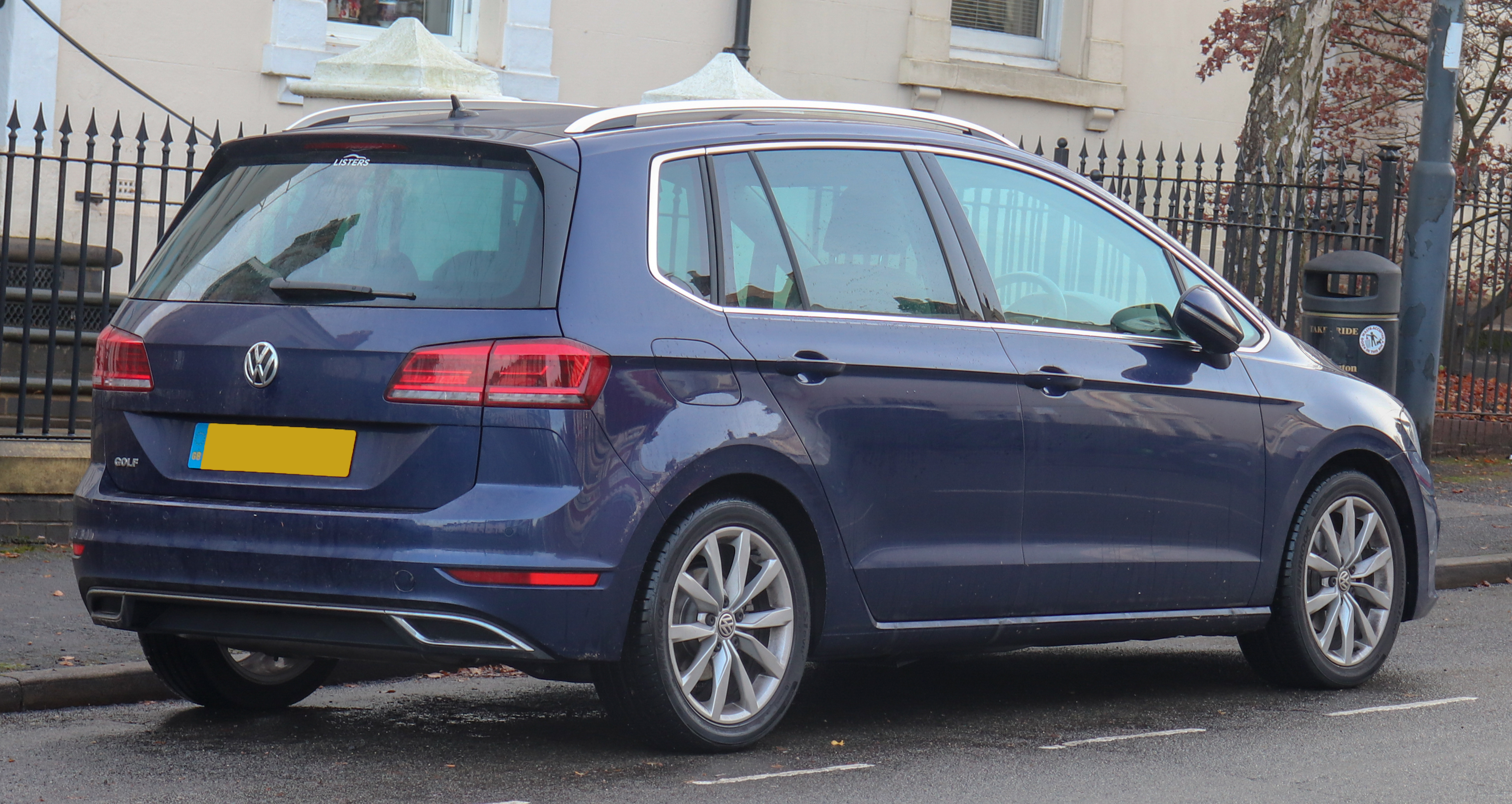
2018 Golf Sportsvan 2018 (reestilização)
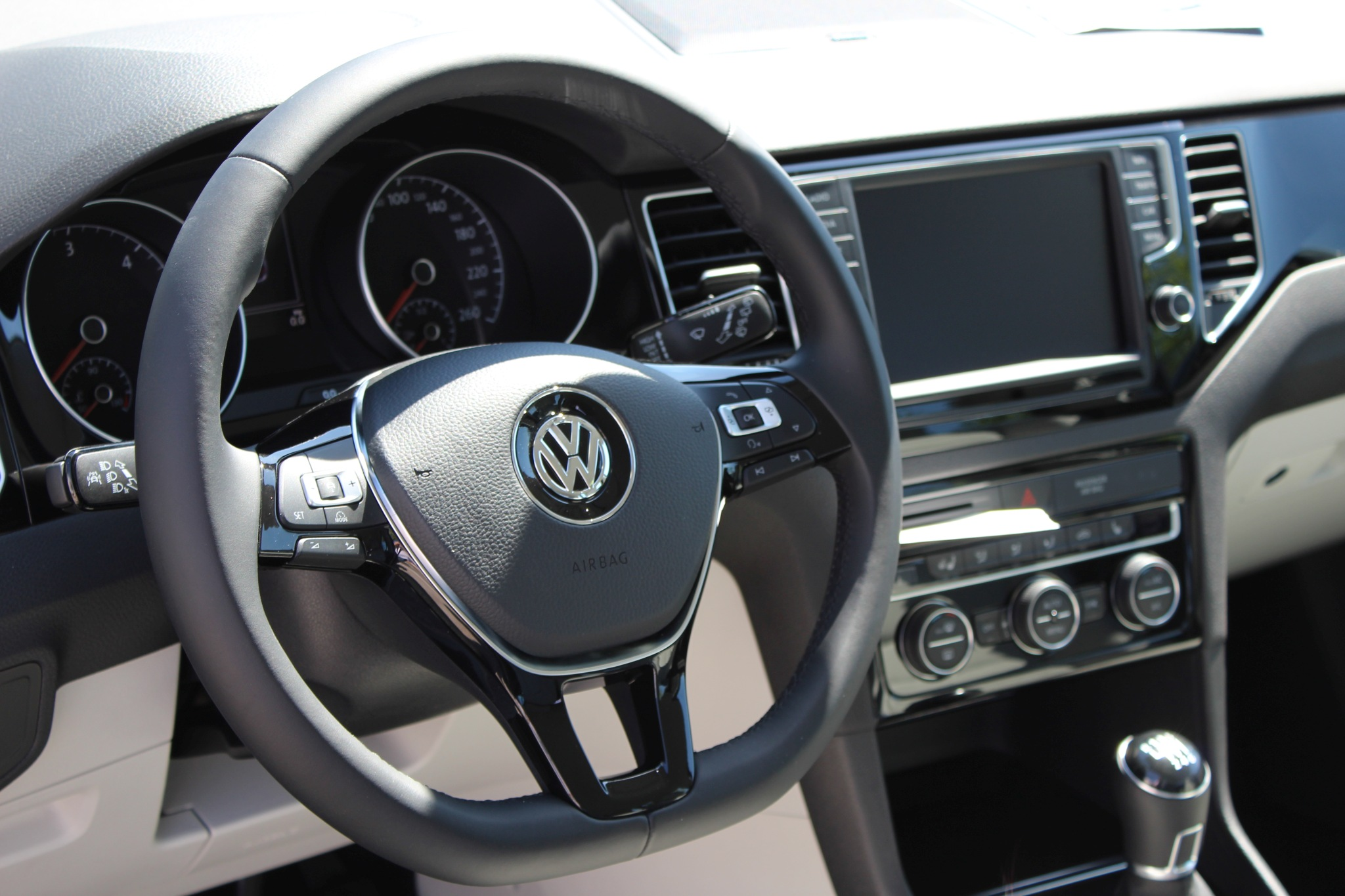
Interior

## Prêmios
- Red Dot Design Award 2015[2]
- IF Product Design Award 2015[3]